# المشواف (الحديدة)

تعديل مصدري - تعديل

المشواف هي إحدى قرى مديرية باجل، التابعة لمحافظة الحديدة اليمنية، بلغ تعداد سكانها 1771 نسمة حسب الإحصاء الذي أجري عام 2004. ولا يوجد تعليم ولا مياه ولا مستشفيات ولا طرق فهي إحدى أكبر قرى مديريه باجل ولاكنها تفتقر لادني مقومات الحياة عبدالله عمدة الخضري